# Olympische Geschichte Sri Lankas
| Gelbes Symbol für Goldmedaillen mit stilisierten Olympischen Ringen | Graues Symbol für Silbermedaillen mit stilisierten Olympischen Ringen | Braundes Symbol für Bronzemedaillen mit stilisierten Olympischen Ringen |
| ------------------------------------------------------------------- | --------------------------------------------------------------------- | ----------------------------------------------------------------------- |
| —                                                                   | 2                                                                     | —                                                                       |

Sri Lanka, dessen NOK, das National Olympic Committee of Sri Lanka, 1937 gegründet und im selben Jahr vom IOC anerkannt wurde, nimmt seit 1948 an Olympischen Sommerspielen teil. Von 1948 bis 1972 traten die Sportler unter der Bezeichnung Ceylon an (IOC-Code CEY). 1976 wurde auf eine Teilnahme verzichtet. An Winterspielen nahmen Sportler aus Sri Lanka bislang nicht teil. Jugendliche Athleten nahmen an beiden bislang ausgetragenen Jugend-Sommerspielen teil.

## Übersicht
Sri Lankas erste Olympiamannschaft, die unter der Bezeichnung Ceylon antrat, bestand 1948 aus Leichtathleten und Boxern. Der erste Olympionike des Landes war am 30. Juli 1948 der Leichtathlet Duncan White. Die erste Frau Sri Lankas bei Olympischen Spielen war am 20. September 1988 die Schwimmerin Dipika Chanmugam.
Neben Leichtathletik und Boxen war Sri Lanka bei folgenden Sommerspielen auch in den Sportarten Schwimmen und Wasserspringen (ab 1952), Radsport (ab 1960), Ringen und Schießen (ab 1964), Segeln (ab 1968), Gewichtheben (ab 1984), Badminton (ab 1992) und Judo (ab 2016) vertreten.
Gleich bei der ersten Olympiateilnahme glückte der erste Medaillengewinn. Duncan White gewann Silber über 400 Meter Hürden. Es sollte 52 Jahre dauern, bis eine weitere Medaille gewonnen werden konnte. In der Zwischenzeit starteten die Athleten des Inselstaates unter der aktuellen Bezeichnung Sri Lanka. 2000 in Sydney gewann die Leichtathletin Susanthika Jayasinghe Silber über 200 Meter.

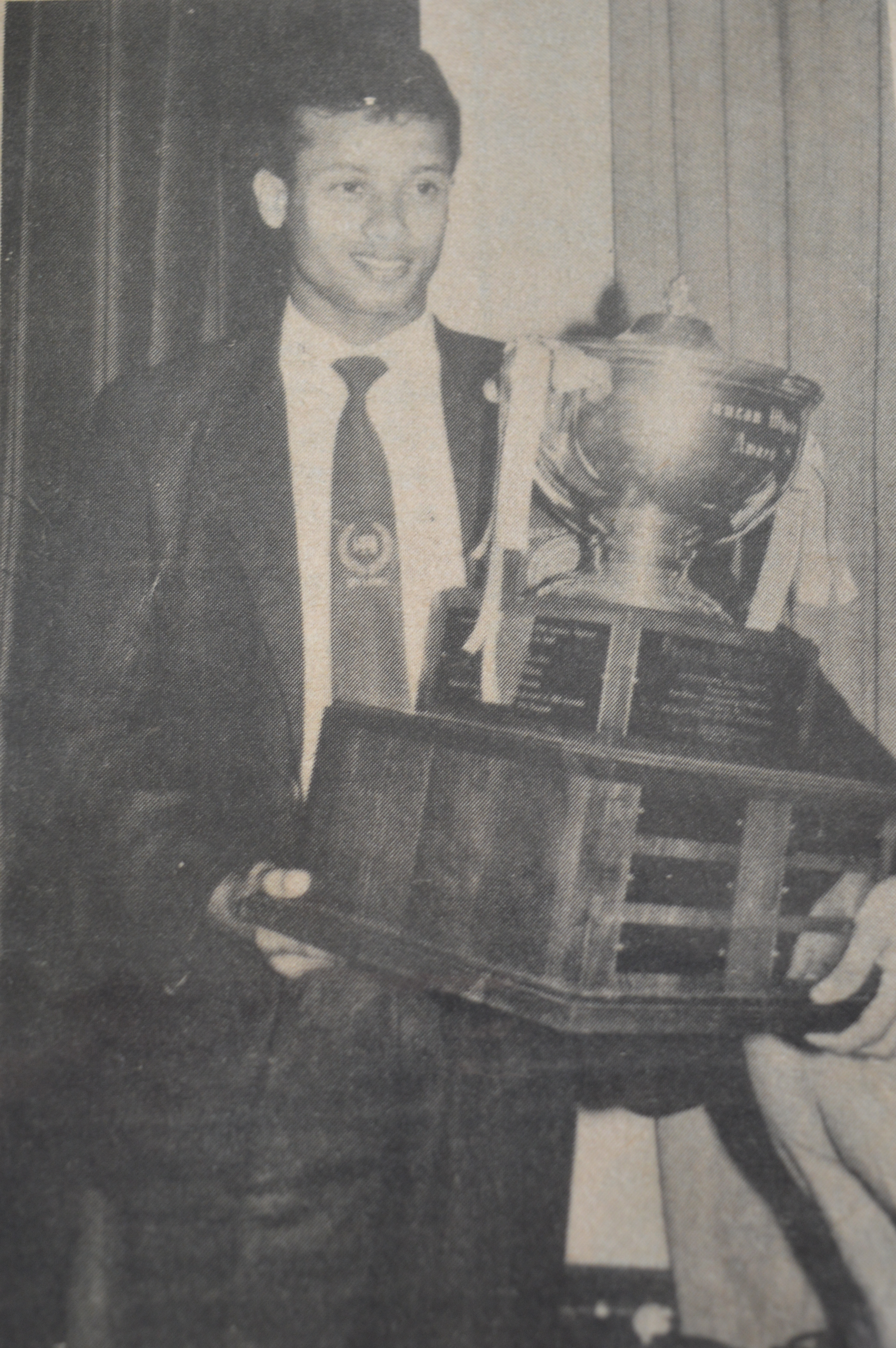
Duncan White, Sri Lankas erster Medaillengewinner mit Silber 1948, mit dem ersten Duncan White Award
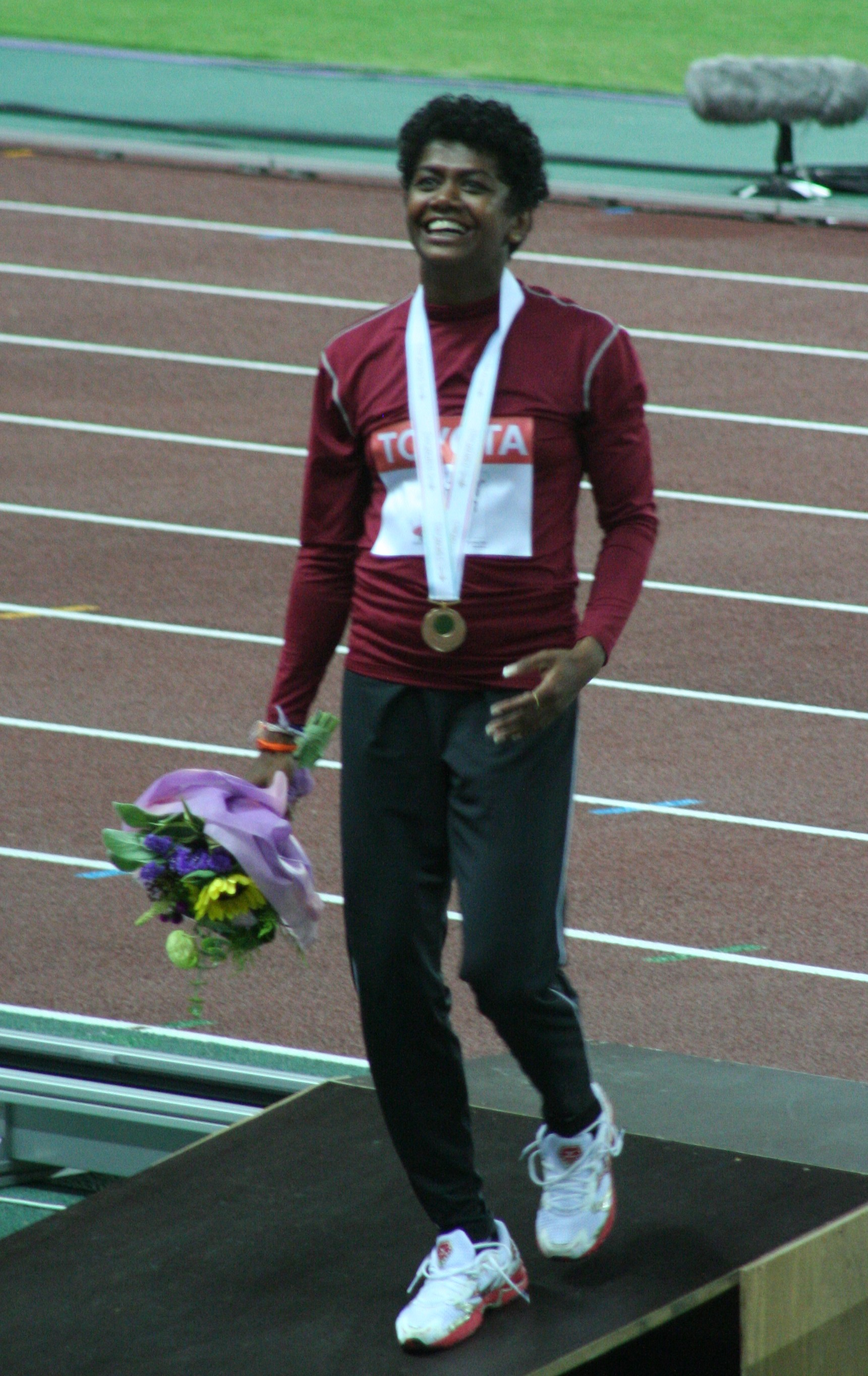
Susanthika Jayasinghe, Silber 2000, bei den Weltmeisterschaften 2007 in Osaka

### Jugendspiele
Bei der ersten Austragung der Olympischen Jugend-Sommerspiele 2010 in Singapur nahmen sieben Jugendliche, vier Jungen und drei Mädchen, in den Sportarten Leichtathletik, Schwimmen, Tischtennis und Badminton teil.
Bei der zweiten Austragung 2014 in Nanjing nahmen neun Jugendliche, sieben Jungen und zwei Mädchen, in den Sportarten Leichtathletik, Rudern, Schwimmen, Tennis, Beach-Volleyball und Badminton teil. Der Badmintonspieler Sachin Dias gewann eine Medaille, die nicht in Sri Lankas Medaillenbilanz berücksichtigt wird. Zusammen mit seinem chinesischen Partner He Bingjiao gewann er im Doppel für Mixed Teams die Bronzemedaille.

## Übersicht der Teilnehmer

### Sommerspiele
| Jahr      | Athleten           | Athleten           | Athleten           | Flaggenträger         | Sportarten         | Sportarten         | Sportarten         | Sportarten         | Sportarten         | Sportarten         | Sportarten         | Sportarten         | Sportarten         | Sportarten         | Sportarten         | Medaillen          | Medaillen          | Medaillen          | Medaillen          | Medaillen          |
| Jahr      | Gesamt             | m                  | w                  | Flaggenträger         | Leichtathletik     | Boxen              | Schwimmen          | Wasserspringen     | Radsport           | Ringen             | Schießen           | Segeln             | Gewichtheben       | Badminton          | Judo               |                    |                    |                    | Gesamt             | Rang               |
| --------- | ------------------ | ------------------ | ------------------ | --------------------- | ------------------ | ------------------ | ------------------ | ------------------ | ------------------ | ------------------ | ------------------ | ------------------ | ------------------ | ------------------ | ------------------ | ------------------ | ------------------ | ------------------ | ------------------ | ------------------ |
| 1896–1936 | nicht teilgenommen | nicht teilgenommen | nicht teilgenommen | nicht teilgenommen    | nicht teilgenommen | nicht teilgenommen | nicht teilgenommen | nicht teilgenommen | nicht teilgenommen | nicht teilgenommen | nicht teilgenommen | nicht teilgenommen | nicht teilgenommen | nicht teilgenommen | nicht teilgenommen | nicht teilgenommen | nicht teilgenommen | nicht teilgenommen | nicht teilgenommen | nicht teilgenommen |
| 1948      | 7                  | 7                  | 0                  | Duncan White          | 3                  | 4                  |                    |                    |                    |                    |                    |                    |                    |                    |                    |                    | 1                  |                    | 1                  | 28                 |
| 1952      | 5                  | 5                  | 0                  |                       | 1                  | 2                  | 1                  | 1                  |                    |                    |                    |                    |                    |                    |                    |                    |                    |                    |                    |                    |
| 1956      | 3                  | 3                  | 0                  |                       | 1                  | 2                  |                    |                    |                    |                    |                    |                    |                    |                    |                    |                    |                    |                    |                    |                    |
| 1960      | 5                  | 5                  | 0                  |                       | 1                  | 2                  | 1                  |                    | 1                  |                    |                    |                    |                    |                    |                    |                    |                    |                    |                    |                    |
| 1964      | 6                  | 6                  | 0                  |                       | 1                  | 2                  |                    |                    |                    | 1                  | 2                  |                    |                    |                    |                    |                    |                    |                    |                    |                    |
| 1968      | 3                  | 3                  | 0                  |                       | 1                  | 1                  |                    |                    |                    |                    |                    | 1                  |                    |                    |                    |                    |                    |                    |                    |                    |
| 1972      | 4                  | 4                  | 0                  | Lucien Rosa           | 3                  |                    |                    |                    |                    |                    | 1                  |                    |                    |                    |                    |                    |                    |                    |                    |                    |
| 1976      | nicht teilgenommen | nicht teilgenommen | nicht teilgenommen | nicht teilgenommen    | nicht teilgenommen | nicht teilgenommen | nicht teilgenommen | nicht teilgenommen | nicht teilgenommen | nicht teilgenommen | nicht teilgenommen | nicht teilgenommen | nicht teilgenommen | nicht teilgenommen | nicht teilgenommen | nicht teilgenommen | nicht teilgenommen | nicht teilgenommen | nicht teilgenommen | nicht teilgenommen |
| 1980      | 4                  | 4                  | 0                  |                       | 4                  |                    |                    |                    |                    |                    |                    |                    |                    |                    |                    |                    |                    |                    |                    |                    |
| 1984      | 4                  | 4                  | 0                  | Lalin Jirasinha       |                    |                    | 1                  |                    |                    |                    |                    | 2                  | 1                  |                    |                    |                    |                    |                    |                    |                    |
| 1988      | 6                  | 4                  | 2                  | Daya Rayasinghe       | 2                  |                    | 2                  |                    |                    |                    | 2                  |                    |                    |                    |                    |                    |                    |                    |                    |                    |
| 1992      | 11                 | 5                  | 6                  |                       | 7                  |                    | 1                  |                    |                    |                    | 1                  |                    | 1                  | 1                  |                    |                    |                    |                    |                    |                    |
| 1996      | 9                  | 5                  | 4                  | Sriyani Kulawansa     | 6                  |                    |                    | 1                  |                    |                    | 2                  |                    |                    |                    |                    |                    |                    |                    |                    |                    |
| 2000      | 18                 | 9                  | 9                  | Damayanthi Dharsha    | 13                 |                    | 2                  |                    |                    |                    | 2                  | 1                  |                    |                    |                    |                    | 1                  |                    | 1                  | 64                 |
| 2004      | 7                  | 4                  | 3                  | Susanthika Jayasinghe | 4                  |                    | 2                  |                    |                    |                    | 1                  |                    |                    |                    |                    |                    |                    |                    |                    |                    |
| 2008      | 8                  | 4                  | 4                  | Susanthika Jayasinghe | 2                  | 1                  | 2                  |                    |                    |                    | 1                  |                    | 1                  | 1                  |                    |                    |                    |                    |                    |                    |
| 2012      | 7                  | 4                  | 3                  | Niluka Karunaratne    | 2                  |                    | 2                  |                    |                    |                    | 1                  |                    |                    | 2                  |                    |                    |                    |                    |                    |                    |
| 2016      | 9                  | 7                  | 2                  | Anuradha Cooray       | 3                  |                    | 2                  |                    |                    |                    | 2                  |                    | 1                  | 1                  | 1                  |                    |                    |                    |                    |                    |
| Gesamt    | Gesamt             | Gesamt             | Gesamt             | Gesamt                | Gesamt             | Gesamt             | Gesamt             | Gesamt             | Gesamt             | Gesamt             | Gesamt             | Gesamt             | Gesamt             | Gesamt             | Gesamt             | 0                  | 2                  | 0                  | 2                  | 106                |

### Winterspiele
| Jahr      | Athleten           | Athleten           | Athleten           | Flaggenträger      | Sportarten         | Medaillen          | Medaillen          | Medaillen          | Medaillen          | Medaillen          |
| Jahr      | Gesamt             | m                  | w                  | Flaggenträger      | Sportarten         |                    |                    |                    | Gesamt             | Rang               |
| --------- | ------------------ | ------------------ | ------------------ | ------------------ | ------------------ | ------------------ | ------------------ | ------------------ | ------------------ | ------------------ |
| 1924–2018 | nicht teilgenommen | nicht teilgenommen | nicht teilgenommen | nicht teilgenommen | nicht teilgenommen | nicht teilgenommen | nicht teilgenommen | nicht teilgenommen | nicht teilgenommen | nicht teilgenommen |
| Gesamt    | Gesamt             | Gesamt             | Gesamt             | Gesamt             | Gesamt             | 0                  | 0                  | 0                  | 0                  | -                  |

## Liste der Medaillengewinner

### Goldmedaillen
Bislang (Stand 2018) keine Goldmedaillen

### Silbermedaillen
| Name                  | Spiele      | Sportart       | Disziplin        |
| --------------------- | ----------- | -------------- | ---------------- |
| Duncan White          | 1948 London | Leichtathletik | 400 Meter Hürden |
| Susanthika Jayasinghe | 2000 Sydney | Leichtathletik | 200 Meter        |

### Bronzemedaillen
Bislang (Stand 2018) keine Bronzemedaillen

## Medaillen nach Sportart
| Sportart       | Gold | Silber | Bronze | Gesamt |
| Leichtathletik | 0    | 2      | 0      | 2      |
| Gesamt         | 0    | 2      | 0      | 2      |